# Banco Finantia
O Banco Finantia, S.A. (BF) é um banco global e independente de origem portuguesa, com mais de 30 anos de experiência, em serviços especializados na banca privada e corporativa, cuja sede central é em Lisboa.
A atividade do Finantia começou em 1987, como empresa de serviços financeiros, contando com investidores privados nacionais. A escritura pública realizou-se a 31 de Julho de 1987.«Banco Finantia»
Os primeiros investidores estrangeiros do Finantia – Gestão e Consultoria Financeira, S.A. são Dupont Denand (Paris) e Wallace Smith (Londres).
Em 1988, o Finantia associa-se à Goldman Sachs e transforma-se em Sociedade de Investimentos. Um ano depois começa a gerir o primeiro fundo de tesouraria em Portugal, o Lloyds Curto Prazo. A licença bancária chegaria em 1992. 
Com presença nos mercados nacional e internacional, o Banco Finantia atua em segmentos de mercado selecionados: banca privada e banca de investimentos.
Os serviços do grupo Finantia incluem também a Gestão Patrimonial e operações de financiamento no mercado de capitais.
A atividade de Banca Privada concentra-se na Península Ibérica e a de Banca de Investimento desenvolve-se no corredor Península Ibérica/América Latina e nos mercados  turco,  russo e da Comunidade de Estados Independentes, através dos escritórios de Lisboa, Londres, Madrid, Nova Iorque, São Paulo e Miami.
Os principais acionistas são a Finantipar (holding controlada pelo Senior Management do Banco Finantia), o Natixis (França), o VTB Capital PLC (Reino Unido) e o WestLB (Alemanha).
O Banco Finantia está matriculado na Conservatória do Registo Comercial de Lisboa, com o número único de pessoa coletiva e de matrícula 501.897.020, com um capital social de 150.000.000 euros.
Em 2016, o Banco Finantia, em conjunto com a VTB Capital, prestou assessoria ao grupo turco Yildirim na operação de aquisição de concessões portuárias à Mota-Engil e ao Novo Banco. Esta operação constituiu o maior investimento feito por uma empresa turca em Portugal. 
O Banco Finantia consta no estudo de 2019 Brand Reputation Value efetuado pela consultora On Strategy, que tem como objetivo avaliar a reputação financeira das marcas em Portugal. No ranking estão empresas de diversos setores e indústrias e o Banco Finantia faz parte Top 10 no setor bancário.
O Banco Finantia integra desde 2016, a Terra Alliance e o Groupement Européen de Banques que são organizações focadas na troca de informação sobre a situação financeira e bancária dos países onde operam os seus membros, e observam as principais iniciativas e tendências de mercado.
Em maio de 2019 o Banco Finantia escolheu, em assembleia-geral de acionistas, três novos administradores delegados para o triénio 2019 – 2021. David Guerreiro, Ricardo Caldeira e Telma Oliveira foram os eleitos para reforçar a gestão executiva que, desde 2017, operava sem o presidente executivo que deixou o cargo.
Em novembro de 2021 o Banco Finantia, S.A concluiu o processo de fusão transfronteiriça com o Banco Finantia Spain, S.A., e este passa a ter a denominação de Banco Finantia Sucursal en España. O objetivo desta fusão é o de alcançar uma maior eficiência, capacidade de partilha de recursos e satisfazendo as crescentes exigências regulatórias. Além disso, permitirá aproveitar cada vez mais o know-how do Banco Finantia S.A. com mais de três décadas de história. 

## Principais produtos e serviços
- Depósitos a Prazo
- Fundos de investimento
- Gestão de Carteiras
- Compra e Venda de Títulos
- Mercado de Capitais
- Trade Finance
- Corporate Finance
- Assessoria Financeira
- Mergers and Acquisitions

## Principais linhas de atuação
- Crescimento sustentado — Os resultados do Banco Finantia têm sido sempre positivos. Em 2019, os lucros foram de 38,6 milhões de euros.[8]
- Financeiramente sólido — O Banco Finantia tem como política manter rácios sólidos de solvabilidade. Em 2019, o rácio Common Equity Tier atingiu 21%.
- Orientado para a Qualidade — O Banco Finantia tem recebido múltiplos prémios nacionais e internacionais ao longo dos anos, sendo de destacar os prémios “Best Smaller Bank in Western Europe 2005”, "O Melhor Grupo Financeiro em Portugal”, atribuído em 2005 e “Melhor Médio e Pequeno Banco em Portugal 2004”, atribuídos respetivamente pelas prestigiadas revistas EUROMONEY, PRÉMIO e EXAME.
- Global — Grande parte das atividades do Banco Finantia envolvem operações cross-border.

## Alguns prémios
- “The Best M&A House in Portugal”, Revista Euromoney em 2001
- “The Best M&A House in Portugal”, Revista Euromoney em 2002
- “Best Local Partner in Portugal”, Revista Euromoney em 2003
- “Best Local Partner in Portugal”, Revista Euromoney em 2004
- "Melhor Médio e Pequeno Banco em Portugal”, Revista EXAME em 2004
- "O Melhor Grupo Financeiro em Portugal”, atribuído pela Revista Prémio em 2005
- “Best Smaller Bank in Western Europe”, atribuído pela Revista Euromoney em 2005
- “Banco de Investimento do Ano”, atribuído pelos International Banker Banking Awards em 2014
- “Melhor Banco privado em Portugal”, atribuído pelos Banking Awards em 2015
- “The Best Corporate Bank in Portugal” , Global Banking & Finance Review Awards em 2017
- “Best Private Banking Portugal“, Global Banking & Finance Awards 2018
- Best Corporate Bank Portugal Portugal“, Global Banking & Finance Awards 2018[9]
- “Best Investment Bank Portugal“, International Business Magazine 2018
- O Banco Finantia foi considerado, novamente, o mais sólido - financial soundness - e o mais eficiente - cost-to-income - entre os 7 principais bancos a operar em Portugal no ranking ‘Top 250 EU Banks’ de 2019, elaborado pela revista “The Banker“[10]

## Operações Mais Relevantes

### 2019
- O Banco Finantia atuou como entidade colocadora do empréstimo obrigacionista da SIC, televisão pertencente ao grupo Impresa, que começou com 30 milhões de euros e que acabou por obter um financiamento de 51 milhões de euros. A operação teve uma procura 3,96 vezes superior à oferta e foi a maior emissão de dívida de empresas desde 2013.[11][12]
- O Banco Finantia foi uma das Entidades colocadoras do empréstimo obrigacionista lançado pela Mota-Engil cujo valor inicial era de 75 milhões de euros, mas que acabou por ser revisto. A operação de financiamento acabou por ser de 140 milhões de euros. A procura acabou por superar a oferta final em 1,35 vezes atingindo os 191,5 milhões de euros com 6.558 subscritores.[13]

### 2015
- O Banco Finantia assessorou o grupo turco Yildirim na compra dos terminais portuários da Tertir naquele que foi, à data, o maior investimento, de uma empresa turca em Portugal. Com a operação de 275 milhões de euros o Grupo Yldirim passou a liderar a atividade hinterland dos portos em Portugal.[14]

## Indicadores Financeiros

### 2019
- O Banco Finantia foi, em 2018, o segundo banco com mais lucros entre as dez entidades de pequenas dimensões avaliadas pelo Jornal Económico, em junho de 2019. O resultado líquido consolidado em 2018 foi de 38,6 milhões de euros.[15]
- O Banco Finantia regista, no primeiro semestre de 2019, um lucro líquido consolidado de 15,2 milhões de euros, traduzindo-se numa rentabilidade antes de impostos dos capitais próprios de 9,6%.
- Em termos de solidez financeira, o Finantia atingiu um rácio Common Equity Tier 1 (CET1) de 21,8%, um dos mais elevados da banca europeia.
- O Banco Finantia fechou o ano de 2019 com um resultado líquido de 36 milhões de euros pelo que a sua solidez financeira, medida pelo rácio Common Equity Tier 1 (CET1), atingiu os 23,9%, um dos mais elevados da banca europeia. Já o rácio de eficiência (cost-to-income) situou-se nos 32%.[16]
- Em 2019, o ROE (return on equity) antes de impostos do Banco Finantia foi de 11,1%, o que representa um crescimento em relação aos 10,2% registados em 2018. Também a margem financeira, que atingiu os 61,4 milhões de euros, cresceu em relação aos dados do ano anterior.

### 2018
- Banco Finantia regista um lucro líquido consolidado de 38,6 milhões de euros, com um ROE (return on equity) antes de impostos de 10,2%.
- Em termos de solidez financeira, o Finantia atingiu um rácio Common Equity Tier 1 (CET1) de 21%, um dos mais elevados da banca europeia.
- A margem financeira do banco atingiu €60,5 milhões, ligeiramente acima do valor do ano anterior.
- O Banco Finantia registou, em 2018, um lucro líquido por ação de 0,26 euros.

### 2017
- O Banco Finantia alcançou em 2017 um lucro de 42,3 milhões de euros (mais 38% do que em 2016) e a solidez financeira, medida pelo rácio de solvabilidade (CET1) do banco foi de 23%.[17]
- De acordo com o Ranking 2017 efetuado pela revista britânica The Banker (Grupo Financial Times), o Banco Finantia, entre 250 bancos da UE, é o 5º banco a apresentar rácios de solidez financeira mais altos e o 6º banco em eficiência (cost-to-income).[18]
- O Banco Finantia comemora 30 anos de atividade, com os melhores resultados da última década.[19]

### 2016
- O Banco Finantia registou em 2016 um lucro de 30,7 milhões de euros, uma subida de 11% face ao exercício de 2015.[20]
- A solidez financeira do banco também foi reforçada: o rácio de capital (CET1) (Implementação Total) aumentou para 23,6% (tinha sido 22,3% em 2015).

### 2015
- O Banco Finantia aumentou lucros para 27,6 milhões em 2015[21].
- A solidez financeira do banco voltou a crescer. O seu rácio de capital CET1 (que avalia a sua solidez) atingiu 22,6%, acima dos 18% de 2014.
- O banco Finantia obteve o primeiro lugar em solidez financeira e rentabilidade em Portugal, de acordo com o ranking da The Banker para 2015[22].

### 2011 (1º Semestre)
- O lucro líquido consolidado no primeiro semestre de 2011 situou-se em 5,5 milhões de euros.
- O rácio de solvabilidade aumentou para 14,8%, tendo o Core Tier I alcançado o valor de 10,1%, valor que supera o exigido pela Troika e pelo Banco de Portugal para o final de 2012.

### 2010
- O Banco Finantia obteve um lucro líquido consolidado de EUR  10.9 milhões em 2010.
- O Core Tier I foi de 9,7% acima dos 8% de "core capital" que vai passar a ser exigido aos bancos.
- O rácio de solvabilidade (CAD) situou-se nos 13,8%, um dos mais elevados do sector.

### 2009
- O Banco Finantia obteve um lucro líquido consolidado de EUR 12,1 milhões em 2009, um aumento de 12% em relação aos EUR 10,8 milhões registados no ano anterior.
- O resultado operacional (resultado líquido antes de imparidades e impostos) registou um aumento de 3,3% situando-se em EUR 92 milhões (EUR 89 milhões em 2008). A melhoria deste resultado deveu-se fundamentalmente ao aumento das comissões e outros proveitos e à redução dos custos operacionais.
- O rácio de solvabilidade (CAD) situava-se no final de 2009 nos 14,1% (Core Tier I de 9,4%), um dos mais elevados do sector, de acordo com as regras de Basileia II.
- Durante 2009 o Banco Finantia emitiu EUR 100 milhões de obrigações a 3 anos (rating A+ pela S&P) ao abrigo do programa de garantias do Estado português e titularizou ativos de crédito ao consumo no montante de EUR 125 milhões para desconto no Banco Central Europeu.

### 2008
- O Banco Finantia obteve um lucro consolidado de 10,8 milhões de euros em 2008.
- No final do exercício de 2008 o rácio de solvabilidade (CAD) situava-se nos 13,7% (9,7% Tier I), representando uma melhoria em relação aos 13,3% apurados no ano anterior, de acordo com as regras de Basileia II.

## Responsabilidade Social
Ao longo dos anos, o Banco Finantia tem estado envolvido em várias iniciativas de solidariedade social, apoio à a educação financeira e associação a atividades ligadas à preservação e divulgação do património artístico e cultural.
Desde 1997 que o Grupo Finantia colabora com o Palácio Nacional da Ajuda e o Banco tem contribuído para a aquisição e recuperação de várias peças do espólio do Palácio.
O Banco Finantia colabora com o ISEG – Instituto Superior de Economia e Gestão há vários anos, atribuindo um prémio ao melhor aluno do primeiro ano de mestrado em “Economia Internacional e Estudos Europeus” e patrocinando eventos como lançamentos de livros editados pela instituição.
O Banco Finantia é membro fundador da Fundação Serralves (1995) onde tem patrocinado diversos programas culturais e sociais.
Em março de 2019, o Banco Finantia foi patrocinador da primeira Conferência Anual Internacional de Model United Nations (MUD), uma simulação das Nações Unidas realizada ao nível do ensino secundário e universitário. 

## Internacionalização do Banco Finantia
- O Grupo aumentou as operações internacionais, tirando partido de plataformas existentes em Portugal, Espanha, Londres, Nova Iorque e São Paulo e ainda abriu escritórios em Malta (Finantia Malta Ltd) e também em Miami, bases adicionais para o apoio do negócio internacional.
- Em 2016, com o aumento do número de clientes da banca privada, o Grupo Finantia abriu uma agência para servir os clientes desse setor, no centro de Lisboa.